# Live in Leipzig
A Live in Leipzig a Mayhem norvég black metal együttes  1993 júliusában megjelent koncertlemeze. Egy 1990. november 26-ai koncertfelvételt tartalmaz, amit Lipcsében vettek fel, az Eiskeller klubban. A koncerten a számokat a Pure Fucking Armageddon (1986) demóról, a Deathcrush (1987) EP-ről és a még fel nem vett De Mysteriis Dom Sathanas nagylemezről játszották. A Live in Leipzig az egyik olyan Mayhem-kiadvány, amin Dead is közreműködött.
Az album szerepelt a német Rock Hard magazin "250 Black-Metal-Alben, die man kennen sollte" ("250 black metal album, amit ismerned kell") listájában. Az Allmusic újságírója, Steve Huey a Live in Leipzig-ről azt írta, hogy "nagyobb rajongóknak ez egy szükséges album, a vártnál rosszabb hangminőség ellenében is."

## Számlista
| 1.    | Deathcrush              | 4:37 |
| 2.    | Necrolust               | 3:46 |
| 3.    | Funeral Fog             | 6:31 |
| 4.    | Freezing Moon           | 7:05 |
| 5.    | Carnage                 | 4:06 |
| 6.    | Buried by Time and Dust | 5:29 |
| 7.    | Pagan Fears             | 7:00 |
| 8.    | Chainsaw Gutsfuck       | 5:07 |
| 9.    | Pure Fucking Armageddon | 3:10 |
| 46:51 |                         |      |

## Közreműködők
- Dead (Per Yngve Ohlin) – ének
- Euronymous (Øystein Aarseth) – gitár
- Necrobutcher (Jørn Stubberud) – basszusgitár
- Hellhammer (Jan Axel Blomberg) – dob

## Fordítás
Ez a szócikk részben vagy egészben  a   Live in Leipzig című angol Wikipédia-szócikk fordításán alapul.  Az eredeti cikk szerkesztőit annak laptörténete sorolja fel. Ez a jelzés csupán a megfogalmazás eredetét és a szerzői jogokat jelzi, nem szolgál a cikkben szereplő információk forrásmegjelöléseként.